# Bocard de Canejan
El Bocard de Canejan és un monument del municipi de Canejan (Vall d'Aran) inclòs en l'Inventari del Patrimoni Arquitectònic de Catalunya.

## Descripció
Una vegada tancades les mines de Liat l'any 1956 i desmantellada la maquinària i el telefèric (motors, llançadora, cables, vagonetes, basculants, suports intermedis) vers els anys seixanta, resulta difícil fer-se una idea del funcionament del Bocard de Canejan, de considerables dimensions.
El complex industrial aprofita el fort desnivell del vessant a fi de situar successivament una primera andana receptora dels minerals, obra de paredat, dues grans estacions del funicular aeri en l'esglaó inferior, que conserven les estructures aixoplugades per les teulades resoltes amb planxes de zinc i pissarra, i finalment, després d'una gran esplanada, el rentador de minerals pròpiament dit format per tres rengles de bases comunicades entre elles, i amb sortides vers el següent esglaó.

## Història
En principi, la blenda de les mines de Liat molt rica en zinc (un 50%) es baixava fins Era Farga de Güerri a llom de cavalleries. Posteriorment sorgiria Era Honeria amb uns forns de grans voltes (hurneres) a fi d'escalfar la mena i tot seguit amb l'aigua del Pradets fer-la esclatar deixant solt el mineral, que es duia a Pontaut per ser transportat via França. Finalment el complex de Liat seria dotat d'un llarg telefèric de més de 15km que mitjançant una estació d'angle comunicava amb la rivera de Toran i el Bocard de Canejan en el fons de la vall. L'activitat minera a la Val d'Aran visqué uns anys d'esplendor en les primeres dècades del segle xx, i Francesc Deò de Canejan fou un dels principals impulsors de la mà d'una companyia amb capital francès anomenada Peñarroya, però ara són propietat del poble de Canejan.